# Pawel Grigorjewitsch Scheremet

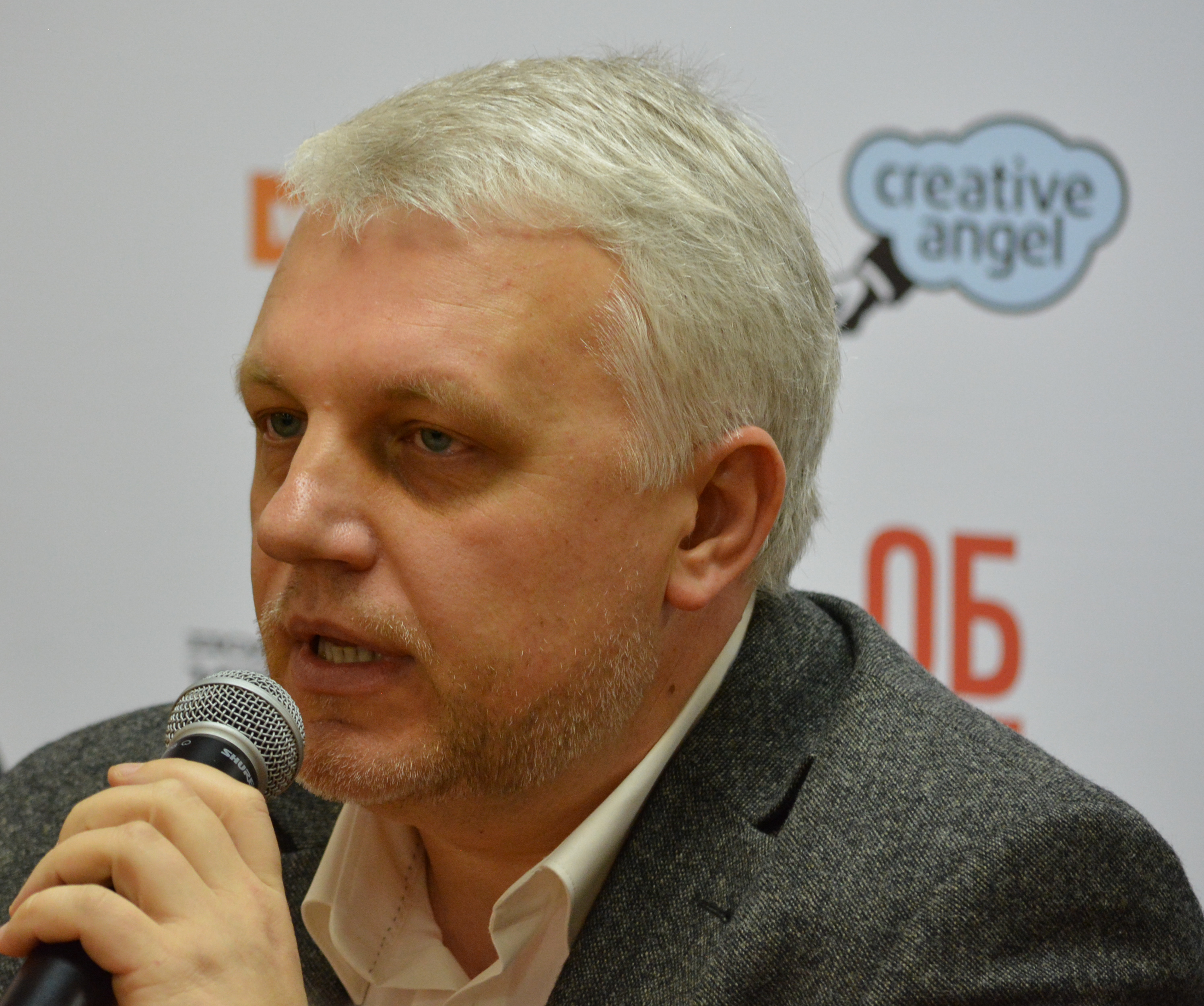
Pawel Scheremet (2014)

Pawel Grigorjewitsch Scheremet (russisch Павел Григорьевич Шеремет, belarussisch Павел Рыгоравіч Шарамет Pawel Ryhorawitsch Scharamet, ukrainisch Павло Григорович Шеремет Pawlo Hryhorowytsch Scheremet; * 28. November 1971 in Minsk, Weißrussische SSR; † 20. Juli 2016 in Kiew) war ein belarussischer (später russischer) Radio-, Fernseh- und Internet-Journalist.
Nach journalistischer Tätigkeit in Belarus, derentwegen er zweimal zu Gefängnisstrafen verurteilt wurde, arbeitete er in Russland, wo er zeitweise die meistgesehene Nachrichtensendung Wremja moderierte und mit dem später ermordeten Oppositionellen Boris Nemzow befreundet war. Die belarussische Staatsbürgerschaft, die er nach Auflösung der Sowjetunion besessen hatte, war ihm 2010 entzogen worden, woraufhin er russischer Staatsbürger wurde. In den letzten fünf Jahren seines Lebens lebte und arbeitete er in der Ukraine.
Scheremet war bekannt für seine Reportagen und für seine deutliche Kritik an Politikern in Belarus, Russland und der Ukraine.

## Journalistische Karriere
Der in der belarussischen Hauptstadt Minsk geborene Pawel Scheremet arbeitete ein Jahr lang als Produzent und Moderator des wöchentlichen Nachrichtenmagazins Prospekt im ersten Programm des staatlichen belarussischen Fernsehens, bis diese Sendung im April 1995 von diesem abgesetzt wurde. Das war eine Woche vor einem umstrittenen Referendum, das dem belarussischen Präsidenten Aljaksandr Lukaschenka mehr Macht zusprechen sollte. 
Scheremet wurde daraufhin 1995 Chefredakteur der belarussischen Zeitung Belorusskaja Delowaja Gaseta (belarussisch Беларуская дзелавая газэта Geschäftszeitung), begann auch für das erste Programm des staatlichen russischen Fernsehens ORT zu arbeiten und wurde 1996 Chef von dessen Minsker Büro. Wegen einer kritischen Reportage wurde er 1997 drei Monate inhaftiert und erhielt ein Ausreise- und Berufsverbot bis 1999.
Danach zog er nach Russland, wo er bis 2014 Beiträge für staatliche russische Medien (ab 2013 für Public Television of Russia / Общественное телевидение России) schrieb. Dies aber beendete aus Protest gegen die aus seiner Sicht Propaganda-Berichterstattung nach der von ihm verurteilten Annexion der Krim. Scheremet kritisierte sowohl den russischen Präsidenten Putin, als auch dessen ukrainischen Amtskollegen Poroschenko. Zuletzt äußerte er sich auch besorgt über einige Schwarze Schafe der Freiwilligenbataillone, welche zu oft wegen ihrer Verdienste nicht kritisiert würden.

## Verfolgung und Tod
Scheremet wurde am 20. Juli 2016, im Alter von 44 Jahren, in Kiew auf dem Weg zur Arbeit um 7:45 Uhr an der Ecke Bohdan-Chmelnyzkyj-Straße–Iwan-Franko-Straße ⊙ durch eine am Boden des Autos seiner Partnerin Olena Prytula platzierte Bombe mit einer Sprengkraft von etwa 400 bis 600 Gramm TNT getötet. Olena Prytula ist die Herausgeberin der Ukrajinska Prawda, für die Scheremet zuletzt arbeitete.

“Sheremet was known for often raising human rights issues in his work, and for his biting criticism of authorities and anti-corruption investigations.”

„Scheremet war bekannt dafür, dass er sich in seiner Arbeit oft mit Fragen der Menschenrechte befasste, für seine beißende Kritik an Autoritäten und für seine Untersuchungen gegen Korruption.“

Scheremet wurde in Minsk beigesetzt. Bei seiner Beerdigung waren etwa 1000 Menschen anwesend.
Der ukrainische Generalstaatsanwalt Jurij Luzenko versprach eine genaue Untersuchung des Anschlages und der ukrainische Präsident Petro Poroschenko forderte eine lückenlose Aufklärung. Im Dezember 2019 wurden mehrere Verdächtige ermittelt und festgenommen.

### Mögliche Beteiligung belarussischer Geheimdienste
Im Januar 2021 wurde im EUobserver ein Gespräch veröffentlicht, das im April 2012 am Sitz des KGB in Minsk abgehört worden sein soll. Hierbei gab Wadim Saizew, der damalige Chef des belarussischen KGB, Pläne bekannt, wonach verschiedene Gegner des belarussischen Regimes in Deutschland durch ein Attentat beseitigt werden sollten, darunter der ehemalige belarussische Gefängnisdirektor Oleg Alkajew sowie auch Scheremet. Dabei erklärte Saizew: „Wir sollten uns um Scheremet kümmern, der uns auf den Sack geht. Wir legen eine Bombe und so weiter, damit man von dieser miesen Ratte nicht einmal mehr Hände und Beine einsammeln kann.“ Der Aufnahme zufolge hat der belarussische Machthaber Lukaschenka 1,5 Millionen Dollar zur Finanzierung der Morde zur Verfügung gestellt.
Im Januar 2021 sagte Ihar Makar, der ehemalige stellvertretende Kommandeur der Kampfgruppe der Anti-Terror-Einheit des Innenministeriums „Almas“, dass der stellvertretende Leiter des belarussischen Staatssicherheitsdienstes Iwan Tertel einer der Entwickler des Plans zur Ermordung von Pawel Scheremet gewesen sei. Einen Monat später sendete auch Frontal21 einen Beitrag dazu.

## Werke
- Pawel Scheremet, Swetlana Kalinkina: Slutschainyi President [Der zufällige Präsident]. Limbus Press, St. Petersburg 2004, ISBN 978-5-8370-0116-1 (in russischer Sprache).

Das Werk setzt sich kritisch mit dem Regime des belarussischen Präsidenten Aljaksandr Lukaschenka auseinander. Es beschreibt ungesetzliche Verfolgungen und Unterdrückung von Opposition, politische Morde und Entführungen und die Manipulation demokratischer Verfahren und von Gesetzen. Zu den im Detail in diesem Buch beschriebenen Fällen gehört das Verfahren gegen Pawel Scheremet selbst, als er mit seinen Kollegen vom russischen Sender ORT, Sawadski und Owtschinnikow, im Jahr 1997 über Schmuggel berichtete und daraufhin inhaftiert wurde. Das Werk war 2005 für den Lettre Ulysses Award nominiert.

## Ehrungen
- 1995: Adamowitsch-Preis des belarussischen PEN Center als bester Fernsehreporter in Belarus[5]
- 1998: International Press Freedom Award des Committee to Protect Journalists[5]
- 2002: Preis für Journalismus und Demokratie der OSZE[19]

Das im Rahmen der Östlichen Partnerschaft jährlich stattfindende Forum der Zivilgesellschaft hat nach ihm den „EaP CSF Pavel Sheremet Journalism Award“ benannt, der seit 2016 vergeben wird.